# Avortament espontani
L'avortament espontani és l'avortament (la pèrdua de l'embaràs) abans de les vint setmanes de gestació. Durant aquest període el fetus no s'està formant correctament i no està encara en condicions de sobreviure fora de l'úter matern. L'avortament espontani acostuma a aparèixer durant el primer trimestre i en la majoria de casos apareix durant les primeres dotze setmanes d'embaràs.

## Causes
Realment no es poden determinar exactament les causes que poden originar l'avortament espontani i en molts casos el metge no les pot precisar a la pacient. Entre les causes que s'han comprovat i que influeixen notablement en l'avortament espontani podem esmentar l'anomalia cromosòmica del fetus, derivada d'un òvul o espermatozoide defectuós.